# Quirina
La tribu Quirina va ser una de les 35 tribus romanes amb dret de vot. Quirí era un dels mals noms del rei Ròmul. Va donar nom al Quirinal i als Jocs Quirinals que se celebraven el 17 de febrer de cada any.